# Мусулита
Мусулѝта (на гръцки: Μουσουλίτα; на турски: Kurudere) е село в Кипър, окръг Фамагуста. Според статистическата служба на Северен Кипър през 2011 г. селото има 403 жители.
Де факто е под контрола на непризнатата Севернокипърска турска република.